# Allemagne de l'Est aux Jeux olympiques
Avec la division de l'Allemagne suivant la Seconde Guerre mondiale, trois États séparés ont été créés sous l'occupation alliée. Après qu'une tentative en 1947 de poursuivre la tradition olympique allemande, qui avait commencé en 1896, eut été refusée par les Alliés, aucune équipe allemande ne participa aux Jeux olympiques d'été de 1948. Finalement en 1949, le Nationales Olympisches Komitee für Deutschland était en Allemagne de l'Ouest et fut reconnu par le CIO pour représenter les deux plus grands États de l'Allemagne. Le petit État de la Sarre et son comité olympique (SAA)  ne fut pas autorisé à se joindre aux autres États allemands pendant une dizaine d'années, puis il a rejoint l'Allemagne de l'Ouest après 1955.
Le Nationales Olympisches Komitee für Ostdeutschland de la République démocratique allemande (RDA), appelée également Allemagne de l'Est, refusa d'envoyer ses athlètes dans une équipe commune avec l'Allemagne de l'Ouest et voulait créer sa propre équipe, ce qui fut refusé par le CIO.
La RDA accepta de participer aux Jeux olympiques d'été de 1956 et les athlètes des deux États ont concouru aux éditions de 1956, 1960 et 1964 sous les couleurs de l'Équipe unifiée d'Allemagne qui était simplement appelée Allemagne en ce temps-là. Son code du CIO était EUA.
Durant la Guerre froide, la RDA fit ériger le Mur de Berlin en 1961 et renomma son comité olympique en Nationales Olympisches Komitee der DDR en 1965. Il fut reconnu indépendant en 1968. Ainsi la RDA abandonna l'Équipe unifiée et envoya ses athlètes dans une équipe séparée de 1968 à 1988, manquant seulement les Jeux olympiques d'été de 1984 pour soutenir le boycott mené par l'URSS.

## Comité international olympique
L'Allemagne de l'Est a fondé un Comité national olympique séparé pour la RDA, le Nationales Olympisches Komitee für Ostdeutschland, le 22 avril 1951 au Rotes Rathaus à Berlin-Est. Ce comité n'a pas été reconnu par le CIO avant 1968.

## Tableau des médailles

### Par année
| Année | Médaille d'or, Jeux olympiques                    | Médaille d'argent, Jeux olympiques                | Médaille de bronze, Jeux olympiques               | Total                                             |
| 1952  | N'a pas participé                                 | N'a pas participé                                 | N'a pas participé                                 | N'a pas participé                                 |
| 1956  | A participé sous les couleurs de l'Équipe unifiée | A participé sous les couleurs de l'Équipe unifiée | A participé sous les couleurs de l'Équipe unifiée | A participé sous les couleurs de l'Équipe unifiée |
| 1960  | A participé sous les couleurs de l'Équipe unifiée | A participé sous les couleurs de l'Équipe unifiée | A participé sous les couleurs de l'Équipe unifiée | A participé sous les couleurs de l'Équipe unifiée |
| 1964  | A participé sous les couleurs de l'Équipe unifiée | A participé sous les couleurs de l'Équipe unifiée | A participé sous les couleurs de l'Équipe unifiée | A participé sous les couleurs de l'Équipe unifiée |
| 1968  | 9                                                 | 9                                                 | 7                                                 | 25                                                |
| 1972  | 20                                                | 23                                                | 23                                                | 66                                                |
| 1976  | 40                                                | 25                                                | 25                                                | 90                                                |
| 1980  | 47                                                | 37                                                | 42                                                | 126                                               |
| 1984  | N'a pas participé                                 | N'a pas participé                                 | N'a pas participé                                 | N'a pas participé                                 |
| 1988  | 37                                                | 35                                                | 30                                                | 102                                               |
| Total | 153                                               | 129                                               | 127                                               | 409                                               |

| Année | Médaille d'or, Jeux olympiques                    | Médaille d'argent, Jeux olympiques                | Médaille de bronze, Jeux olympiques               | Total                                             |
| 1952  | N'a pas participé                                 | N'a pas participé                                 | N'a pas participé                                 | N'a pas participé                                 |
| 1956  | A participé sous les couleurs de l'Équipe unifiée | A participé sous les couleurs de l'Équipe unifiée | A participé sous les couleurs de l'Équipe unifiée | A participé sous les couleurs de l'Équipe unifiée |
| 1960  | A participé sous les couleurs de l'Équipe unifiée | A participé sous les couleurs de l'Équipe unifiée | A participé sous les couleurs de l'Équipe unifiée | A participé sous les couleurs de l'Équipe unifiée |
| 1964  | A participé sous les couleurs de l'Équipe unifiée | A participé sous les couleurs de l'Équipe unifiée | A participé sous les couleurs de l'Équipe unifiée | A participé sous les couleurs de l'Équipe unifiée |
| 1968  | 1                                                 | 2                                                 | 2                                                 | 5                                                 |
| 1972  | 4                                                 | 3                                                 | 7                                                 | 14                                                |
| 1976  | 7                                                 | 5                                                 | 7                                                 | 19                                                |
| 1980  | 9                                                 | 7                                                 | 7                                                 | 23                                                |
| 1984  | 9                                                 | 9                                                 | 6                                                 | 24                                                |
| 1988  | 9                                                 | 10                                                | 6                                                 | 25                                                |
| Total | 39                                                | 36                                                | 35                                                | 110                                               |

### Par sport
Après les Jeux olympiques d'été de 1988 à Séoul, l'athlétisme et la natation furent les sports qui ont rapporté le plus de récompenses aux sportifs est-allemands.
| Place | Sport         | Médaille d'or, Jeux olympiques | Médaille d'argent, Jeux olympiques | Médaille de bronze, Jeux olympiques | Total |
| 1     | Athlétisme    | 38                             | 36                                 | 35                                  | 109   |
| 2     | Natation      | 38                             | 32                                 | 22                                  | 92    |
| 3     | Aviron        | 33                             | 7                                  | 8                                   | 48    |
| 4     | Canoë-Kayak   | 14                             | 7                                  | 9                                   | 30    |
| 5     | Gymnastique   | 6                              | 13                                 | 17                                  | 36    |
| 6     | Cyclisme      | 6                              | 6                                  | 4                                   | 16    |
| 7     | Boxe          | 5                              | 2                                  | 6                                   | 13    |
| 8     | Tir           | 3                              | 8                                  | 5                                   | 16    |
| 9     | Lutte         | 2                              | 3                                  | 2                                   | 7     |
| 10    | Plongeon      | 2                              | 2                                  | 3                                   | 7     |
| 11    | Voile         | 2                              | 2                                  | 2                                   | 6     |
| 12    | Haltérophilie | 1                              | 4                                  | 6                                   | 11    |
| 13    | Judo          | 1                              | 2                                  | 6                                   | 9     |
| 14    | Football      | 1                              | 1                                  | 1                                   | 3     |
| 15    | Handball      | 1                              | 1                                  | 1                                   | 3     |
| 16    | Volley-ball   | 0                              | 2                                  | 0                                   | 2     |
| 17    | Escrime       | 0                              | 1                                  | 0                                   | 1     |
| Total | Total         | 153                            | 129                                | 127                                 | 409   |

| Place | Sport               | Médaille d'or, Jeux olympiques | Médaille d'argent, Jeux olympiques | Médaille de bronze, Jeux olympiques | Total |
| 1     | Luge                | 13                             | 8                                  | 8                                   | 29    |
| 2     | Patinage de vitesse | 8                              | 12                                 | 9                                   | 29    |
| 3     | Bobsleigh           | 5                              | 5                                  | 3                                   | 13    |
| 4     | Biathlon            | 3                              | 4                                  | 4                                   | 11    |
| 5     | Patinage artistique | 3                              | 3                                  | 4                                   | 10    |
| 6     | Combiné nordique    | 3                              | 0                                  | 4                                   | 7     |
| 7     | Saut à ski          | 2                              | 3                                  | 2                                   | 7     |
| 8     | Ski de fond         | 2                              | 1                                  | 1                                   | 4     |
| Total | Total               | 39                             | 36                                 | 35                                  | 110   |

## Sportifs les plus médaillés
Le record du nombre de médailles remporté pour l'Allemagne de l'Est  est codétenu par les nageurs Roland Matthes et Kornelia Ender et la patineuse Karin Enke qui ont remporté huit médailles.
Sinon, la kayakiste Birgit Fischer avec un total de douze médailles, dont quatre remportées pour l'Allemagne de l'Est, est la sportive est-allemande la plus médaillée des Jeux olympiques.
| Nom                         | Sport                                  | Jeux                          | Médaille d'or, Jeux olympiques | Médaille d'argent, Jeux olympiques | Médaille de bronze, Jeux olympiques | Total |
| Birgit Fischer              | Canoë-kayak                            | 1980-1988-1992-1996-2000-2004 | 8                              | 4                                  | 0                                   | 12    |
| Kornelia Ender              | Natation                               | 1972-1976                     | 4                              | 4                                  | 0                                   | 8     |
| Roland Matthes              | Natation                               | 1968-1972                     | 4                              | 2                                  | 2                                   | 8     |
| Karin Enke                  | Patinage de vitesse                    | 1980-1984-1988                | 3                              | 4                                  | 1                                   | 8     |
| Karin Janz                  | Gymnastique                            | 1968-1972                     | 2                              | 3                                  | 2                                   | 7     |
| Andrea Ehrig-Mitscherlich   | Patinage de vitesse                    | 1976-1984-1988                | 1                              | 5                                  | 1                                   | 7     |
| Bogdan Musiol               | Bobsleigh                              | 1980-1984-1988-1992           | 1                              | 5                                  | 1                                   | 7     |
| Kristin Otto                | Natation                               | 1988                          | 6                              | 0                                  | 0                                   | 6     |
| Andrea Pollack              | Natation                               | 1976-1980                     | 3                              | 3                                  | 0                                   | 6     |
| Rüdiger Helm                | Canoë-kayak                            | 1976-1980                     | 3                              | 0                                  | 3                                   | 6     |
| Renate Stecher              | Athlétisme                             | 1972-1976                     | 3                              | 2                                  | 1                                   | 6     |
| Wolfgang Hoppe              | Bobsleigh                              | 1984-1988-1992-1994           | 2                              | 3                                  | 1                                   | 6     |
| Daniela Hunger              | Natation                               | 1988-1992                     | 2                              | 1                                  | 3                                   | 6     |
| Ramona Portwich             | Canoë-kayak                            | 1988-1992-1996                | 3                              | 2                                  | 0                                   | 5     |
| Ralf Schumann               | Tir                                    | 1988-1992-1996-2004-2008      | 3                              | 2                                  | 0                                   | 5     |
| Kay Bluhm                   | Canoë-kayak                            | 1988-1992-1996                | 3                              | 1                                  | 1                                   | 5     |
| Christa Luding-Rothenburger | Patinage de vitesse Cyclisme sur piste | 1984-1988-1988-1992           | 2                              | 2                                  | 1                                   | 5     |
| Ines Diers                  | Natation                               | 1980                          | 2                              | 2                                  | 1                                   | 5     |
| Heike Drechsler             | Athlétisme                             | 1988-1992-2000                | 2                              | 1                                  | 2                                   | 5     |
| Olaf Heukrodt               | Canoë-kayak                            | 1980-1988-1992                | 1                              | 2                                  | 2                                   | 5     |
| Roland Brückner             | Gymnastique                            | 1976-1980                     | 1                              | 1                                  | 3                                   | 5     |
| Erika Zuchold               | Gymnastique                            | 1968-1972                     | 0                              | 4                                  | 1                                   | 5     |
| Bärbel Wöckel               | Athlétisme                             | 1976-1980                     | 4                              | 0                                  | 0                                   | 4     |
| Bernhard Germeshausen       | Bobsleigh                              | 1976-1980                     | 3                              | 1                                  | 0                                   | 4     |
| Jochen Schümann             | Voile                                  | 1976-1988-1996-2000           | 3                              | 1                                  | 0                                   | 4     |
| Caren Metschuck             | Natation                               | 1980                          | 3                              | 1                                  | 0                                   | 4     |
| Anke von Seck               | Canoë-kayak                            | 1988-1992                     | 3                              | 1                                  | 0                                   | 4     |
| Jens Weißflog               | Saut à ski                             | 1984-1994                     | 3                              | 1                                  | 0                                   | 4     |
| Meinhard Nehmer             | Bobsleigh                              | 1976-1980                     | 3                              | 0                                  | 1                                   | 4     |
| Marlies Göhr                | Athlétisme                             | 1976-1980-1988                | 2                              | 2                                  | 0                                   | 4     |
| Jan Behrendt                | Luge                                   | 1988-1992-1994                | 2                              | 1                                  | 1                                   | 4     |
| Stefan Krauße               | Luge                                   | 1988-1992-1994-1998           | 2                              | 1                                  | 1                                   | 4     |
| Bernd Olbricht              | Canoë-kayak                            | 1976-1980                     | 2                              | 1                                  | 1                                   | 4     |
| Frank Ullrich               | Biathlon                               | 1976-1980                     | 1                              | 2                                  | 1                                   | 4     |
| Christina Lathan            | Athlétisme                             | 1976-1980                     | 1                              | 2                                  | 1                                   | 4     |
| Bernhard Lehmann            | Bobsleigh                              | 1976-1984-1988                | 1                              | 2                                  | 1                                   | 4     |
| Klaus-Michael Bonsack       | Luge                                   | 1964-1968-1972                | 1                              | 1                                  | 2                                   | 4     |
| Maxi Gnauck                 | Gymnastique                            | 1980                          | 1                              | 1                                  | 2                                   | 4     |
| Klaus Köste                 | Gymnastique                            | 1964-1968-1972                | 1                              | 0                                  | 3                                   | 4     |
| Steffen Zesner              | Natation                               | 1988-1992-1996                | 0                              | 1                                  | 3                                   | 4     |
| Frank Wiegand               | Natation                               | 1960-1964-1968                | 0                              | 4                                  | 0                                   | 4     |
| Steffi Kräker               | Gymnastique                            | 1976-1980                     | 0                              | 1                                  | 3                                   | 4     |
| Michael Nikolay             | Gymnastique                            | 1976-1980                     | 0                              | 1                                  | 3                                   | 4     |
| Siegfried Brietzke          | Aviron                                 | 1972-1976-1980                | 3                              | 0                                  | 0                                   | 3     |
| Ulrich Wehling              | Combiné nordique                       | 1972-1976-1980                | 3                              | 0                                  | 0                                   | 3     |
| Ulrike Richter              | Natation                               | 1976                          | 3                              | 0                                  | 0                                   | 3     |
| Barbara Krause              | Natation                               | 1980                          | 3                              | 0                                  | 0                                   | 3     |
| Rica Reinisch               | Natation                               | 1980                          | 3                              | 0                                  | 0                                   | 3     |
| Thomas Köhler               | Luge                                   | 1964-1968                     | 2                              | 1                                  | 0                                   | 3     |
| Heike Friedrich             | Natation                               | 1988                          | 2                              | 1                                  | 0                                   | 3     |
| Frank-Peter Roetsch         | Biathlon                               | 1984-1988                     | 2                              | 1                                  | 0                                   | 3     |
| Dietmar Schauerhammer       | Bobsleigh                              | 1984-1988                     | 2                              | 1                                  | 0                                   | 3     |
| Uwe-Jens Mey                | Patinage de vitesse                    | 1988-1992                     | 2                              | 1                                  | 0                                   | 3     |
| Lothar Metz                 | Lutte                                  | 1960-1964-1968                | 2                              | 1                                  | 0                                   | 3     |
| Barbara Petzold             | Ski de fond                            | 1976-1980                     | 2                              | 0                                  | 1                                   | 3     |
| Silke Hörner                | Natation                               | 1988                          | 2                              | 0                                  | 1                                   | 3     |
| Katrin Meißner              | Natation                               | 1988                          | 2                              | 0                                  | 1                                   | 3     |
| Hans Rinn                   | Luge                                   | 1976-1980                     | 2                              | 0                                  | 1                                   | 3     |
| Bernd Landvoigt             | Aviron                                 | 1972-1976-1980                | 2                              | 0                                  | 1                                   | 3     |
| Jörg Landvoigt              | Aviron                                 | 1972-1976-1980                | 2                              | 0                                  | 1                                   | 3     |
| Thomas Lange                | Aviron                                 | 1988-1992-1996                | 2                              | 0                                  | 1                                   | 3     |
| Ingo Spelly                 | Canoë-kayak                            | 1988-1992                     | 1                              | 2                                  | 0                                   | 3     |
| Birte Weigang               | Natation                               | 1988                          | 1                              | 2                                  | 0                                   | 3     |
| Cornelia Sirch              | Natation                               | 1988                          | 1                              | 2                                  | 0                                   | 3     |
| André Wohllebe              | Canoë-kayak                            | 1988-1992                     | 1                              | 2                                  | 0                                   | 3     |
| Ingrid Auerswald            | Athlétisme                             | 1980                          | 1                              | 1                                  | 1                                   | 1     |
| Holger Behrendt             | Gymnastique                            | 1988                          | 1                              | 1                                  | 1                                   | 3     |
| Uwe Daßler                  | Natation                               | 1988                          | 1                              | 1                                  | 1                                   | 3     |
| Manuela Stellmach           | Natation                               | 1988-1992                     | 1                              | 0                                  | 2                                   | 3     |
| Horst-Günther Gregor        | Natation                               | 1964-1968                     | 0                              | 3                                  | 0                                   | 3     |
| Roswitha Krause             | Natation Handball                      | 1968-1976-1980                | 0                              | 2                                  | 1                                   | 3     |
| Detlef Kirchhoff            | Aviron                                 | 1988-1992-1996                | 0                              | 2                                  | 1                                   | 3     |
| Birgit Treiber              | Natation                               | 1976-1980                     | 0                              | 2                                  | 1                                   | 3     |
| Ronald Weigel               | Athlétisme                             | 1988-1992                     | 0                              | 2                                  | 1                                   | 3     |
| Harald Vollmar              | Tir                                    | 1968-1976-1980                | 0                              | 2                                  | 1                                   | 3     |
| Gunhild Hoffmeister         | Athlétisme                             | 1972-1976                     | 0                              | 2                                  | 1                                   | 3     |
| Sven Tippelt                | Gymnastique                            | 1988                          | 0                              | 1                                  | 2                                   | 3     |
| Gabi Zange                  | Patinage de vitesse                    | 1984-1988                     | 0                              | 0                                  | 3                                   | 3     |

## Porte-drapeaux
| Année | Porte-drapeau      | Sport      |
| ----- | ------------------ | ---------- |
| 1968  | Karin Balzer       | Athlétisme |
| 1972  | Manfred Wolke      | Boxe       |
| 1976  | Hans-Georg Reimann | Athlétisme |
| 1980  | Kristina Richter   | Handball   |
| 1988  | Ulf Timmermann     | Athlétisme |

| Année | Porte-drapeau      | Sport               |
| ----- | ------------------ | ------------------- |
| 1968  | Thomas Köhler      | Luge                |
| 1972  | Klaus Bonsack      | Luge                |
| 1976  | Meinhard Nehmer    | Bobsleigh           |
| 1980  | Jan Hoffmann       | Patinage artistique |
| 1984  | Frank Ullrich      | Biathlon            |
| 1988  | Frank-Peter Rötsch | Biathlon            |

## Sources
- (en) Cet article est partiellement ou en totalité issu de l’article de Wikipédia en anglais intitulé « East Germany at the Olympics » (voir la liste des auteurs).